# 阿热 (科多尔省)
阿热（法語：Agey，法語發音：[aʒɛ]）是法国科多尔省的一个市镇，位于该省中部，属于第戎区。

## 地理
阿热（47°17'3"N, 4°45'45"E）面积8.42 平方千米，位于法国勃艮第-弗朗什-孔泰大區科多尔省，该省份为法国中东部省份，北起奥布省，西接涅夫勒省和约讷省，南至索恩-卢瓦尔省，东南接汝拉省，东临上索恩省，东北部与上马恩省接壤。
与阿热接壤的市镇（或旧市镇、城区）包括：梅蒙、普拉隆、蒙塔尼地区雷米利、乌什河畔圣玛丽、乌什河畔日塞。
阿热的时区为UTC+01:00、UTC+02:00（夏令时）。

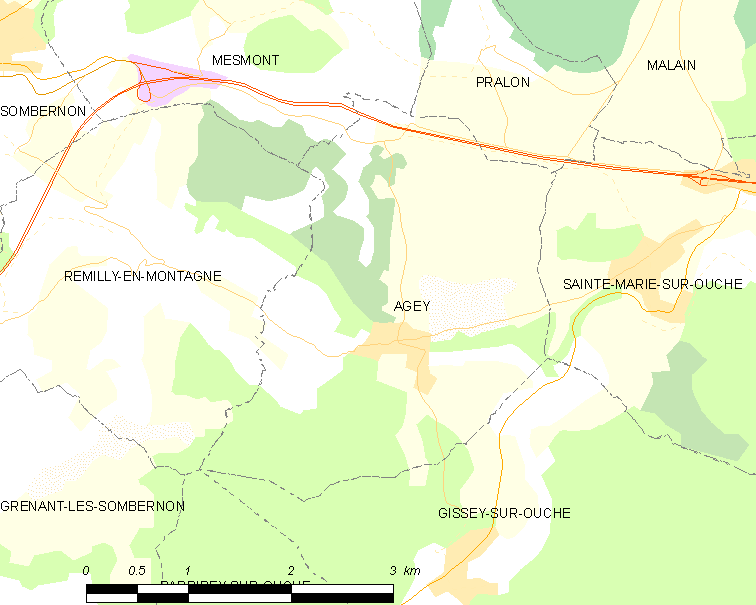
阿热的OSM定位图

## 行政
阿热的邮政编码为21410，INSEE市镇编码为21002。

## 政治
阿热所属的省级选区为塔朗县。

## 交通
科多尔省省道D9G线和D108线在市中心交汇。

## 人口

1962-2008年间阿热人口变化图示

阿热于2022年1月1日时的人口数量为259人。